# Tokyo Necro
Tokyo Necro (凍京NECRO＜トウキョウ・ネクロ＞) est un visual novel d'horreur cyberpunk de type eroge créé par Nitroplus. Le scénario original a été écrit par Makoto Fukami.

## Synopsis
Les protagonistes, Kibanohara Ethica et Nagaoka Souun, sont de jeunes "Private Special Living Dead Stalkers", une unité spéciale privée luttant contre un fléau nommé "Nécromancie". En pratiquant un type spécial d'art martial appelé "Close Quarter Armed Martial Arts" (Arts martiaux en combat rapproché), tous deux sont des agents expérimentés.
Un jour, en mission, Souun s'engage dans une bataille féroce et rencontre une jeune fille. Ne se souvenant que de son nom, "Hougyou Ilia", est devenue la cible d'un mystérieux groupe de nécromanciens.
Commence alors une bataille contre la nécromancie dans un Tokyo gelé en plein hiver nucléaire rongé par les crimes et la cybernétique.

## Explication du titre
L'écriture de Tokyo (凍京, litt. Capitale glacée) est normalement Tokyo (東京, litt. Capitale de l'Est). Le caractère 凍 (litt. Glacé), jouant sur la similarité du caractère 東 (litt. Est), insiste sur l'univers du jeu se déroulant pendant un hiver nucléaire au Japon dans un Tokyo dévasté par la glace.